# チャールズ・ピアソン
チャールズ・ピアソン（Charles Pearson, 1793年10月4日 – 1862年9月14日）は、シティ・オブ・ロンドンの事務弁護士、改革運動家、またランベス (Lambeth) 選出の下院議員である。刑法の改革のため、陪審選任手続きの腐敗を防止するため、死刑制度廃止のため、そして普通選挙のために運動した。
ピアソンは輸送交通機関の改善を推進するために、シティの事務弁護士としての影響力を使った。当初、複数の鉄道会社が遠方からシティへ労働者を有効に通勤できるように、シティにトンネルで接続する中央駅を提案した。この計画が却下されると、首都の北ターミナルに地下鉄道で接続することを推進した。この結果誕生したメトロポリタン鉄道は、世界最初の地下鉄であり、ロンドン地下鉄の広範囲の開発につながり、首都の拡張を促進した。

## 青年期までの経歴
ピアソンは1793年10月4日にシティ・オブ・ロンドンのクレメンツ・レイン（Clement's Lane）で、椅子張り職人兼羽毛商人のトマス・ピアソン（Thomas Pearson）と妻サラ（Sarah）の息子として生まれた。イーストボーンで教育を受けた後、チャールズは父の見習いをする代わりに法律を学び始め、1816年に事務弁護士の資格を得た。1817年、ピアソンはWorshipful Company of Haberdashers (en) の契約証書を発行し、そしてメアリー・マーサ・ダットンと結婚した。夫婦には1820年、一人娘メアリー・ダットン・ピアソン（Mary Dutton Pearson）が生まれた。

## シティの経歴と運動
1817年、ピアソンはビショップスゲート区 (en) のCity of London Corporation (en) の顧問に選任され、1817年から1820年までと1830年から1836年までの間、その役割を務めた。1831年から1833年までは都市の健康委員会の委員長を務めた。1839年、ピアソンは高収入の個人業務をあきらめ、シティの事務弁護士に任命され、死ぬまでその事務所に留まった。
裕福な生い立ちと高い社会的地位にもかかわらず、ピアソンは急進的で、生涯を通じて進歩的・改革的な社会運動にいくつも取り組んだ。ロンドン大火のモニュメントMonument to the Great Fire of Londonの碑文からカトリック教会に火の手が及んだことへの批判の除去、政治裁判への特別補充陪審員リストの廃止、そしてシティでユダヤ人が株式仲買人になることの解禁などである。ピアソンはイングランド国教会の反体制派 (tablishmentarianism) を支持し、死刑に反対した。政治面では、普通選挙と、議会の規模の適正化のための選挙制度改革を支援した。彼は、ガス会社の地域独占を打破しようとして失敗した消費者から招かれた。
ピアソンは自由党員で、1847年の選挙 (en) でランベス (Lambeth) から下院議員に選出された。彼の願いである刑法改革の促進運動は、議会によって促された。彼は1850年に議員を辞職した。

## 地下鉄道キャンペーン
シティでの渋滞の増加と郊外の急速な成長を認識し、ピアソンは1845年に、フリート川谷からファリントン (Farringdon) までを通る地下鉄道の建設を求めるパンフレットを出版した。提案された鉄道は、列車がトンネルを圧縮された空気で通り抜ける:atmospheric railway (en) だった。提案は嘲笑され、一歩も進まなかったが（もしそれが構築されていた場合、技術上の欠陥によってほぼ確実に失敗していただろう）、1840年代から1850年代を通してピアソンは、様々な方式の鉄道について働きかけを続けた。

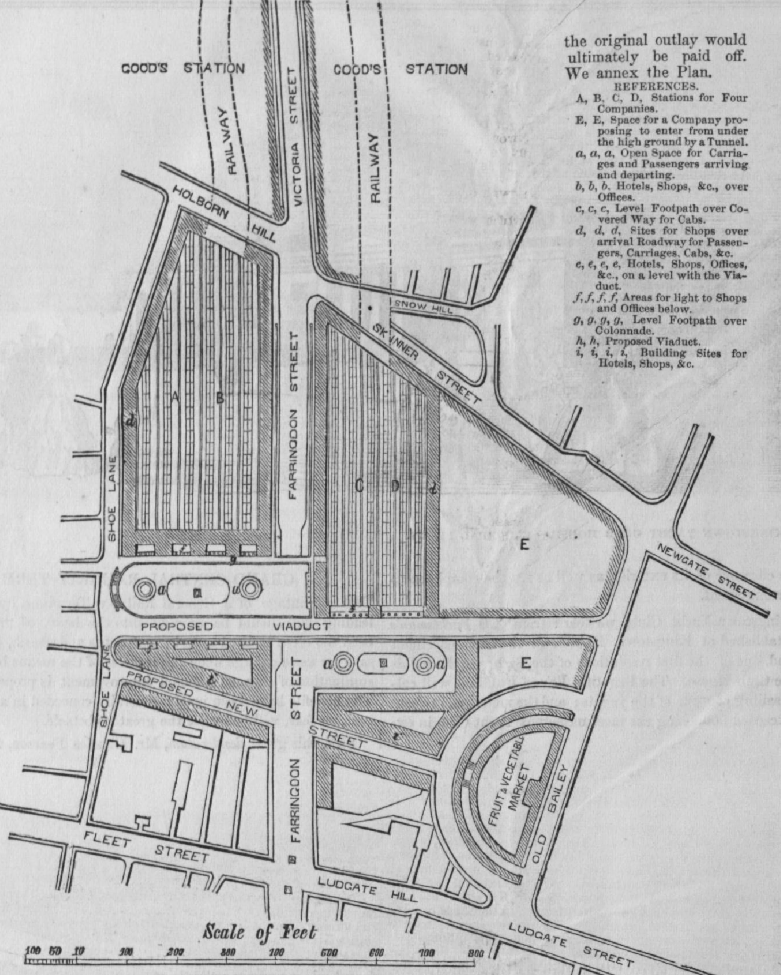
ピアソンが提案したFleet StreetとHolborn Hillの間の中央鉄道ターミナル。A,B,C,D,Eのように、鉄道会社5社が乗り入れるスペースが確保されていた。

1846年、ピアソンは建設に100万ポンドかかると概算された、ロンドンのファリントンに中央鉄道駅を設置するためのシティ・コーポレーションの支援を提案した。駅は複数の鉄道会社が共有し、列車は北から80フィート (24 m) の幅の開削工法トンネルで接近することになっていた。ピアソンはこの計画を推進することで、都市労働者の社会的条件の改善を促進させ、良質の新しい住宅から安価な列車でロンドンへの通勤を可能にすることで、安価な住宅が首都以外に建てられることを目指した。1846年、王立委員会がメトロポリタン鉄道ターミナルの提案を却下し、首都の中心部に路線を制限することを選択し、新しい鉄道路線は延伸されなかった。
1854年、王立委員会がロンドン市内の新しい鉄道路線の提案数を調べるために設置された。ピアソンはロンドンのターミナルを接続する鉄道の提案を作成し、ロンドン市内に流入してくる荷車と馬車とバスの道路を埋め尽くす膨大な数に起因する、高密度の渋滞を実証する最初の調査を証拠として提示した。これについてのピアソンの注釈は以下の通りである。
都市の過密化が引き起こされ、第一に人口の自然増加と周辺地区の面積の拡大、第二にロンドン北部の大型鉄道路線からの地方の乗客の流入によって、これらの鉄道の別々の駅からバスや馬車が路上で閉塞していることを経験し、これはシティ中心への行き来から地方の旅行をもたらす事によるものである。私はこれに「人口の回遊」という用語を用いて交通量の膨大な増加に次のポイントを示す、シティの人口は今、国と都市の間を振動し、人々は毎日午後にはシティ・オブ・ロンドンを抜け、そして翌朝には戻ってくるのである。

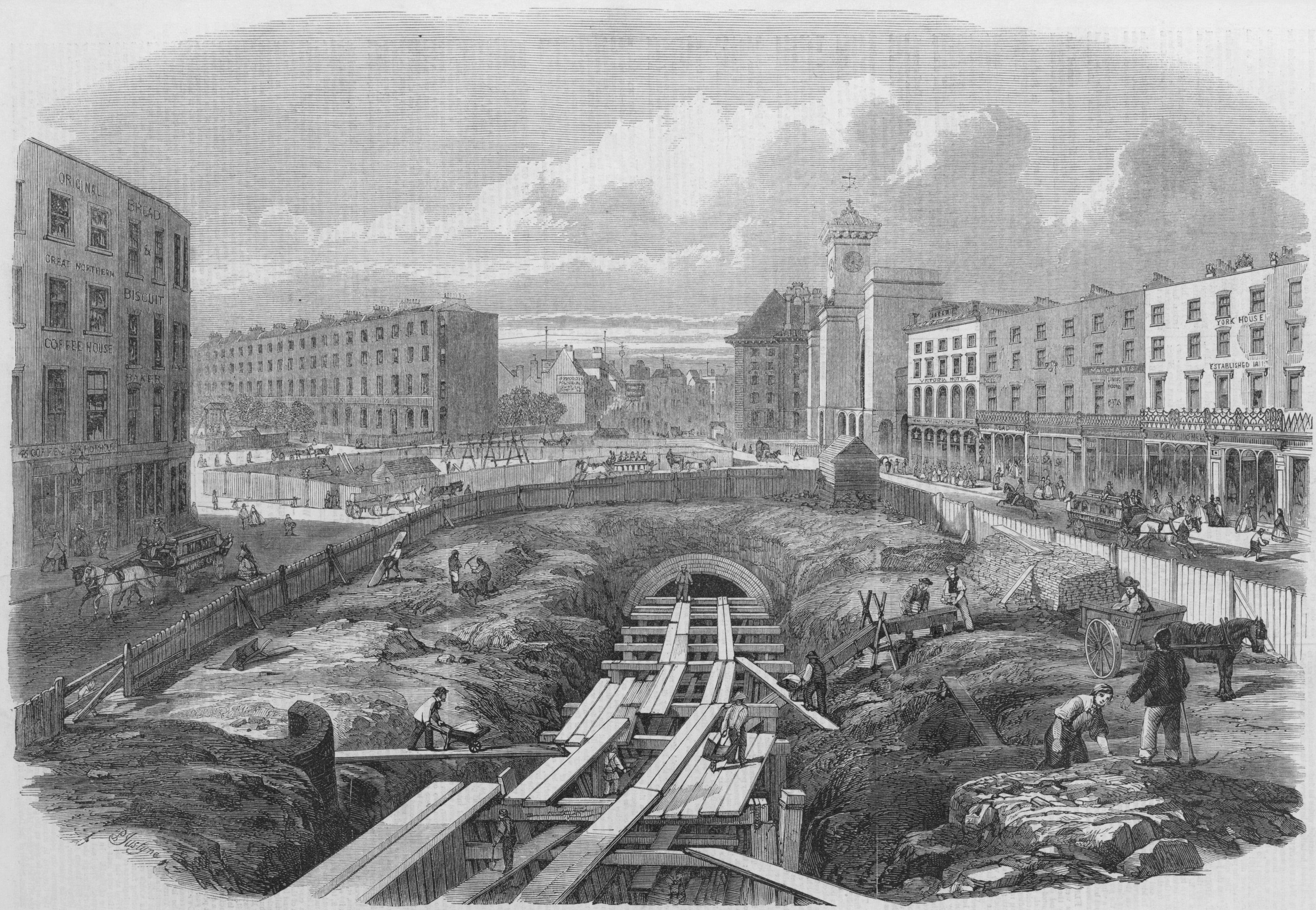
1861年、キングス・クロス駅を閉鎖してのメトロポリタン鉄道の建設

提案された多くの企画は却下されたが、王立委員会はLondon DocksとSt. Martin's Le GrandにあるGeneral Post Officeを含むターミナルを連結する鉄道の建設を奨励した。パディントンにあるPraed Streetとファリントンの間のメトロポリタン鉄道のための民間手形は1854年8月7日にRoyal assentに受け入れられた。
とはいえ、新しい会社には取締役も重要な株主もおらず、ピアソンは次の数年間にわたりプロジェクトのプロモーションを続け、路線の建設に100万ポンドの資本が必要であることを会社が上げるのを助けるように自分の影響力を使用した。彼は「ロンドンの市民への20分の手紙、メトロポリタン鉄道とシティ駅に賛成してください」というパンフレットを配布し、鉄道への投資を奨励し、彼も「鉄道は、シティの渋滞の問題を軽減するであろう」ということを基本に時間を使い、シティ・オブ・ロンドンを説得した。一旦鉄道は事業に乗ったが、シティは利益で、その株式を売却した。1860年には資金が集められ、鉄道の最終的なルートが決定した。鉄道の建設工事が開始された；ヴィクトリア朝時代のロンドンで最悪のスラム街のいくつかを発掘したことと、繁華街の一部の下の工事のために3年未満を費やした。
ピアソンは1862年9月14日にワンズワースの西の丘にある自宅で浮腫により死亡した。そして、メトロポリタン鉄道の開業日である1863年1月10日まで生きられなかった。ピアソンは、鉄道会社からの感謝の報酬の申し出を拒否していたが、鉄道の開業から少し後に、彼の未亡人は毎年250ポンドの年金を受け取った。
ピアソンは1862年9月23日にWest Norwood Cemeteryに埋葬された。

## 遺産
交通記者のクリスティアン・ウォルマー (Christian Wolmar) は、ピアソンがロンドンの混雑問題に対処するための地下鉄のアイデアを提案することを、「ずば抜けて一番の主張」であるとして最初にする必要があるとしたことに注目した。マイケル・ロビンズ（Michael Robbins）は「ピアソンの一定の提言なしに–彼は現状を変えようとうるさく主張する人物だが、彼はシティ・オブ・ロンドンでの高い地位を保持し、組み合わせることに成功している–世界初の素晴らしいメトロポリタン鉄道、そしてロンドン地下鉄システムの中心部分は、彼がいなければ成立しなかっただろう」と指摘している。
地下鉄が開業した後、メトロポリタン鉄道は街路交通に著しい影響を与え、特にタクシーやバスが、すぐに輸送量が元のレベル近くまで回復したにもかかわらず、メトロポリタン鉄道は開業初年の運行で900万人を超える乗客を運んだ。メトロポリタン鉄道と地下鉄路線のネットワークは世界最初の地下鉄網に成長し、1896年にブダペスト地下鉄とグラスゴー地下鉄が開業するまでは、地下鉄のアイデアは他の場所で採用されなかった。ピアソンの地下鉄道のアイデアの提案は、19世紀末の開発で彼が交通開発を行ったときに可能となったが、もっぱら地上を走る内燃機関や路面電車などにより、地下での解決策が無視されたことを意味しているかもしれない。地下鉄ネットワークによる都市の拡張とその郊外地域の拡張は、かなりの急速でグレーター・ロンドンの人口の増加を容易に可能にし、1861年には3,094,391人だった人口が1901年には6,226,494人に膨れ上がった。